# Little Easton
Little Easton är en by och en civil parish i Uttlesford i Storbritannien. Den ligger i grevskapet Essex och riksdelen England, i den sydöstra delen av landet, 50 km nordost om huvudstaden London. Orten har 401 invånare (2001).

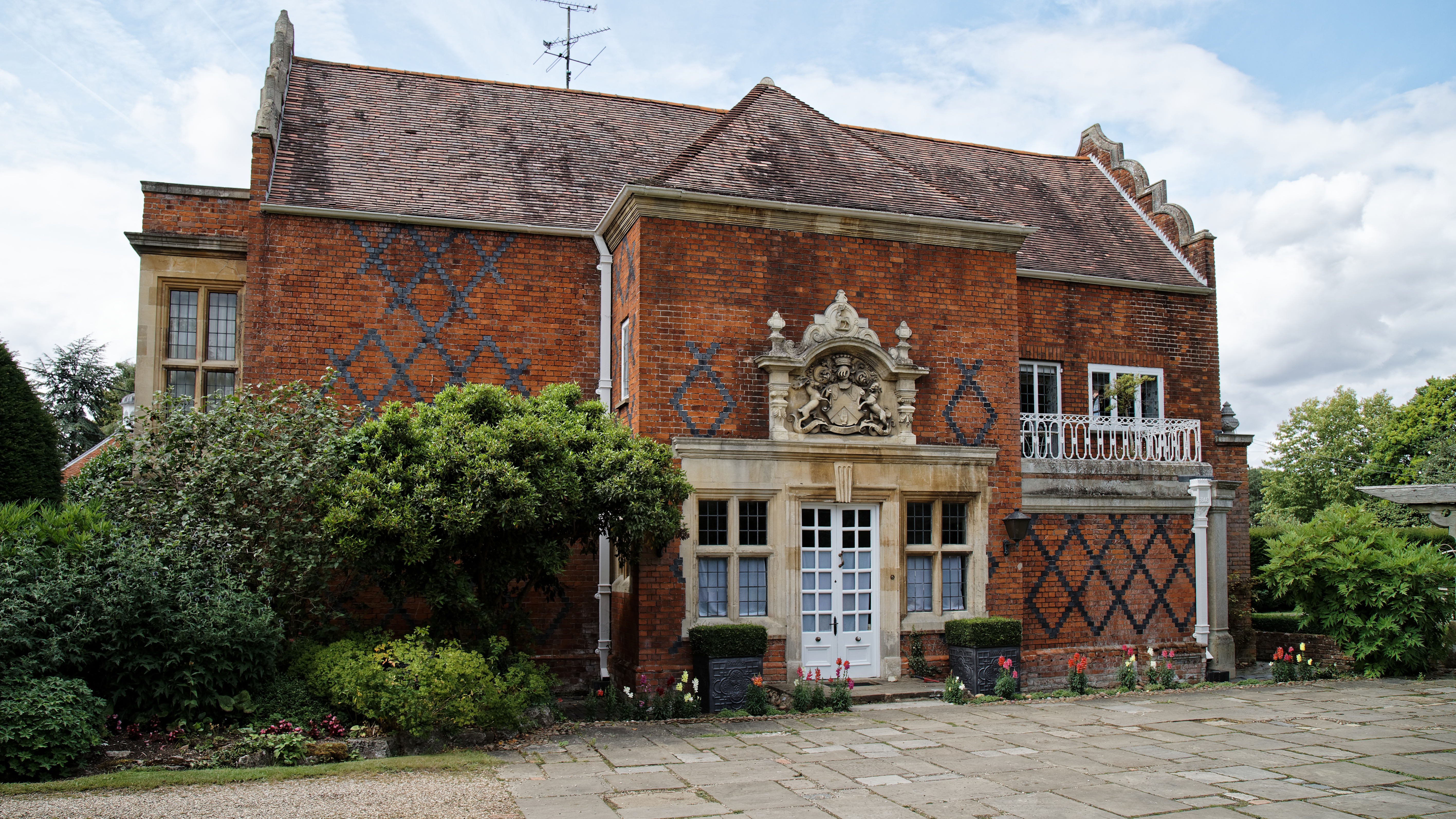
Warwick House.
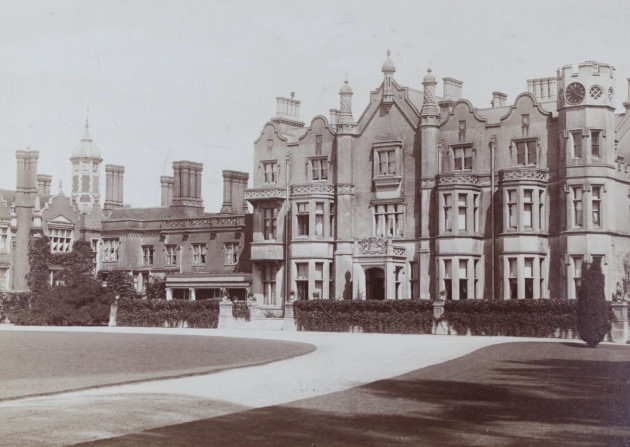
Easton Lodge någon gång innan 1918. Den del av huset som syns i vänstra delen av bilden brann ner 1918. Den del av huset som syns i högra delen revs 1947.